# شون تاناکا
شون تاناکا (انگلیسی: Shun Tanaka؛ زادهٔ ۱۵ مارس ۱۹۸۸) بازیکن فوتبال اهل ژاپن است.